# Låpsley
Holly Lapsley Fletcher, född 7 augusti 1996 i York, mer känd under artistnamnet Låpsley, är en brittisk låtskrivare och artist. Hon växte upp i Southport, Merseyside och hennes debutalbum Long Way Home släpptes den 4 mars 2016.

## Bakgrund
Holly Lapsley Fletcher föddes den 7 augusti 1996 i York, norra England. Hennes andranamn "Lapsley" är hennes mors flicknamn. Hennes skotska släktband med Skandinavien och det estetiska utseendet var en orsak till tillägget av bokstaven å i hennes namn. Hon studerade vid Greenbank High School i Southport. 2011, vid 14 års ålder, var hon nominerad till "Guldambassadör" av sina lärare för att marknadsföra sporter och sommar-OS i London i hennes skola på uppdrag för Youth Sport Trust. Ett av hennes sportintressen är segling.

## Diskografi
Studioalbum
- 2016 – Long Way Home

EPs
- 2014 – Monday
- 2015 – Understudy

Singlar
- 2014 – "Station"
- 2014 – "Painter (Valentine)"
- 2014 – "Falling Short"
- 2015 – "Brownlow"
- 2015 – "Hurt Me"
- 2016 – "Love Is Blind"
- 2016 – "Operator (He Doesn't Call Me)"